# Overmacht
Overmacht is een juridisch begrip dat een niet-toerekenbare onmogelijkheid aanduidt om een verplichting na te komen, waardoor de persoon in kwestie van deze verplichting bevrijd wordt. Men gaat er immers van uit dat "niemand gehouden is tot het onmogelijke". Een situatie van overmacht kan ontstaan door bijvoorbeeld toeval, een natuurverschijnsel of door handelen van derden. Voor een bijzondere vorm van deze laatste vorm voor overmacht wordt soms ook wel de aanduiding Fait du Prince gehanteerd voor willekeur van de overheid. 

## Adagia
De Romeinse jurist Celsus formuleerde in de 2e eeuw in Dig. 50.17.185 het Latijnse principe Impossibilium nulla obligatio est ("Er is geen verplichting het onmogelijke te doen"). In de 16e eeuw verwoordde Nevizzano een variant hierop: Ad impossibile nemo tenetur ("Tot het onmogelijke is niemand gehouden"). Deze rechtsspreuk wordt vaak in het Frans aangehaald: À l'impossible nul n'est tenu. 

## België
Naar Belgisch recht is overmacht geen algemeen rechtsbeginsel. Het is een in diverse wetten gegrond concept, dat evenwel vrij gelijklopend is doorheen verschillende rechtstakken. De schuldenaar binnen een overeenkomst is bevrijd van zijn verbintenis wanneer hij die door overmacht niet kan uitvoeren (art. 1148 BW). Bij arbeidsovereenkomsten zal eerder worden besloten tot schorsing van de niet-nakoombare verbintenis. Ook inzake buitencontractuele aansprakelijkheid heeft overmacht bevrijding tot gevolg. In het strafrecht is het een schulduitsluitingsgrond (art. 71 Sw.). Ook binnen het procesrecht zijn er regels voor termijnoverschrijdingen of andere inbreuken die aan overmacht te wijten zijn.

## Nederland
In artikel 6:75 van het Burgerlijk Wetboek wordt overmacht als volgt gedefinieerd:

Een tekortkoming kan de schuldenaar niet worden toegerekend, indien zij niet is te wijten aan zijn schuld, noch krachtens wet, rechtshandeling of in het verkeer geldende opvattingen voor zijn rekening komt.

Wat onder het begrip overmacht valt hangt af van de omstandigheden. We kunnen hiertoe onderscheiden de natuurlijke verbintenissen, contractuele overeenkomsten met een inspanningsverplichting en overeenkomsten met een resultaatsverplichting.
Bij contractuele overeenkomsten met een resultaatsverplichting is er doorgaans pas sprake van overmacht in het geval van wat in het Engels "acts of God" worden genoemd. Hierbij kan onder andere gedacht worden aan natuurrampen en terroristische aanslagen. Voor contractuele overeenkomsten met een inspanningsverplichting kan het begrip overmacht uitgebreid worden met die omstandigheden die ervoor zorgen dat de uitkomst onzeker is. Hierbij kan onder andere gedacht worden aan een advocaat die te maken heeft met een complexe zaak of medici die iemand reanimeren. Echter, fouten die gemaakt worden door hulpverleners en dienstverleners vallen hier niet onder. In dergelijke gevallen van overmacht zal er geen schadevergoeding hoeven worden betaald, maar zal men wel eventuele tegenprestaties ongedaan moeten maken.
Een speciale vorm van overmacht is noodtoestand. Dan is er in concreto geen sprake van een onrechtmatige daad, omdat de dader een hoger doel voor ogen heeft. Bijvoorbeeld bij brand een ladder stelen om iemand te redden.
In geval van verkeersaansprakelijkheid gelden voor overmacht bijzondere regels.

### De strafrechtelijke overmacht
De strafrechtelijke overmacht is een strafuitsluitingsgrond en is als volgt gecodificeerd in artikel 40 het Wetboek van Strafrecht

Niet strafbaar is hij die een feit begaat waartoe hij door overmacht is gedrongen.

Overmacht is te verdelen in 2 categorieën:
- psychische overmacht: wanneer van de verdachte in redelijkheid niet mocht worden gevraagd anders te handelen vanwege grote psychische druk
- noodtoestand: wanneer van de verdachte in redelijkheid niet mocht gevraagd anders te handelen vanwege conflicterende belangen of plichten. Zie bijvoorbeeld het Opticien-arrest (1923).

Voor een geslaagd beroep op psychische overmacht is vereist een van buiten komende drang waaraan de verdachte redelijkerwijze geen weerstand kon en ook niet behoefde te bieden.